# Novomikolàïvka (Simferòpol)
|  | Per a altres significats, vegeu «Novomikolàïvka». |

Novomikolàïvka (en (ucraïnès): Новомиколаївка, en rus: Новониколаевка, Novonikolàievka) és un poble de la República Autònoma de Crimea a Ucraïna, que el 2014 tenia 375 habitants. Pertany al districte de Simferòpol.